# インサイド・ジョブ 世界不況の知られざる真実
『インサイド・ジョブ 世界不況の知られざる真実』（原題: Inside Job）は、2010年のドキュメンタリー映画。日本では2011年5月21日に劇場公開。第83回アカデミー賞では長編ドキュメンタリー映画賞を受賞した。タイトルの"Inside job"は、インサイダー取引など信頼を受ける立場の人間による内部犯行を意味する。

## 概要
リーマン・ショックを始めとする世界金融危機の実態を、専門家や政治家へのインタビューを交えて暴いていゆく。

### プロローグ
2000年、アイスランド政府は外資規制の大幅な規制緩和を行い、同時に国営3大銀行(アイスランド銀行、カウプシング銀行、グリトニル銀行)を民営化した。銀行は自国GDPの10倍近い1200億ドルを国外取引で借り入れ、アイスランドはバブル景気に沸いた。
たとえば投資会社Baugur GroupのCEOだったJ・A・ヨハネッソンは、銀行から多額の借金をしてロンドンの高級百貨店ハムリーズやハウス・オブ・フレーザーを買収したり、マンハッタンのペントハウスを購入した。しかしKPMGなどのアメリカの会計事務所は、アイスランドの金融機関に問題はないとし、ムーディーズなどのアメリカの格付け機関も高評価を与えた。金融監督機関も何もしなかった。そして2008年末、ランズバンキ銀行ほか大銀行が破綻すると、アイスランドの失業者は半年で3倍になった。
その頃アメリカではリーマン・ブラザーズとAIGが破綻し、世界各国が景気後退(グローバル・リセッション)に突入していた。

### 第2部: The Bubble (2001–2007)
証券化の連鎖で1000億単位の資金が流れ込み、ローンは組みやすくなり、住宅価格は高騰して史上最大のバブルが起きる。1996年から2006年までに住宅価格は2倍、サブプライムローンの組み入れ額は年300億から、10年で6000億ドルを超えた。最大の貸し手「カントリーワイド社」は、970億ドルもの貸付を行い、110億ドル以上の利益を上げた。これに伴いウォール街のボーナスは急騰し、トレーダーやCEOは大金を手にした。ローン引き受け（アンダーライター）のトップはリーマン・ブラザーズで、そのCEOリチャード・S・ファルド・ジュニアは、任期中に約5億ドル受け取った。2006年時点でS&P 500社の総収益の4割は金融機関からの金だった。住宅所有権担保保護法により、住宅ローン業者を規制できたはずだったが、FRBもSECも動かなかった。

### 第3部: The Crisis (危機)
経済学者ベン・バーナンキは、サブプライム残高ピークの2006年2月に、FRB議長に就任した。
2004年にはFBIが住宅ローン詐欺の蔓延を警告。いい加減な査定や、ローン書類の細工などの詐欺行為を報告していた。2005年にはIMFのR・ラジャンが報酬体系の問題を指摘。2006年にはジャーナリストのアーラン・スローンもフォーチュンとワシントンポストに警告記事を掲載。IMFのドミニク・ストロス＝カーンは、アメリカ政府や財務省・FRBに警告を発した。パーシング・スクエアのビル・アックマンCEOは、“誰がババを引くか？(Who is Holding The Bag)”と題し、バブル崩壊の解説書を発表。2008年初頭、チャールズ・モリスが差し迫る危機の本を出した（「The Two Trillion Dollar Meltdown」）。住宅の差し押さえは急増し、証券化の連鎖が破綻。貸し手は住宅ローンを売れず、ローンも焦げ付き、次々倒産。CDO市場は崩壊し、投資銀行は大量の売れないローンやCDOや不動産を抱えた。
金融危機が始まった時、ブッシュ政権とFRBはその規模を理解しておらず、ヘンリー・ポールソン長官は、2008年2月9日の東京G7会議で、「成長は持続している、間違いない。成長が続いている以上、リセッションはあり得ない」と発言した。しかし実際には、その4か月前に景気後退は始まっていた。2008年3月、資金繰りに窮した投資銀行ベアー・スターンズをJPモルガンチェースが救済買収。FRBはこの取引に対し、300億ドルの緊急融資を行う。
2008年9月7日、経営危機のファニーメイとフレディマックの国有化が発表された。その2日後、リーマン・ブラザーズが32億ドルの損失を発表、株価は急落した。
FRBの6人いる理事のひとり、フレデリック・ミシュキンは、2008年8月31日に辞職。理事席7つのうち3つが空席になった。
9月12日、リーマンの資金繰りが悪化。ポールソン長官とガイトナーNY連銀総裁は、リーマン救済のためシティーグループのヴィクラム・パンディット、モルガンスタンレーのジョン・J・マック、JPモルガンのジェームズ・ダイモン、ゴールドマンサックスのロイド・ブランクフェインなど主要銀行CEOを招集。メリルリンチは破綻の瀬戸際で、バンク・オブ・アメリカに吸収された。リーマンを買収しようとしたのはイギリスのバークレイズ銀行だったが、イギリス当局はアメリカ政府の資金投入を求め、ポールソン長官はこれを拒否。リーマンは9月15日に破産法の適用を申請し倒産。何千何万という取引がすべて停止し、破綻したリーマンへの債権7億ドルが回収不能となった。コマーシャルペーパー（CP）市場も崩壊し、会社の従業員は解雇、部品も変えず、業務は停滞。その同じ週、アメリカ最大手保険会社AIGが経営危機で国有化。翌日ポールソン長官らは、議会に銀行救済費7千億ドルを要求。拒否すれば金融界は崩壊すると警告した。AIGの救済でCDSのゴールドマンサックスら買い手に610億ドルが支払われた。財務省とFRBはCDS額面1ドル当たり100セントの全額支払いを指示。AIG救済で1500億ドル以上の税金が使われた。
リーマン、メリルリンチ、AIGの3社のムーディーズ格付けは、破綻の直前まで最低でも「A2」だった。

### 第5部: Where We Are Now (我々の現状)
1980～2007の間にアメリカ全人口の90%は負け組となり上位1%だけが勝ち組となった。ブッシュ政権下の2001年、経済諮問委員長グレン・ハバードによるブッシュ減税は、そのわずか1%の富裕層にしか恩恵を齎さなかった。アメリカ史上初めて、平均的国民の教育と給与水準は親の世代を下回った。オバマ就任後の2010年半ばに始まった金融改革「ドッド＝フランク・ウォール街改革・消費者保護法」は腰砕けで、格付け機関やロビー活動報酬などの肝心な部分は殆ど手つかずだった。
　顧問(アドバイザー)の大半が、金融危機の構造を作った者たちだ。オバマが財務長官に任命したティモシー・ガイトナーは、2009年まで連邦銀行の総裁を務め、ゴールドマンサックスがCDSを全額もらえるよう指示していた男だ。公認の第10代総裁ウィリアム・ダドリーは、元ゴールドマンサックス主席エコノミストで、グレン・ハバードとデリバティブを賞賛する論文を書いた。ガイトナーの補佐官に就いたマーク・パターソンは、ゴールドマンサックスのロビイスト。上級顧問(Treasury Advisor)のルイス・サックスは、サブプライムで何十億ドルもの利益をあげたヘッジファンドのトライカディア主宰。商品先物取引委員会(CTFC)の委員長に就いたゲイリー・ゲンスラーも、元ゴールドマンサックスの重役で、規制反対派。SECの委員長には、銀行の自主業規制機関「FINRA」の元CEOメアリー・シャピロ。大統領補佐官のラーム・エマニュエルは、フレディ・マックの重役だった。経済学者のマーティン・フェルドシュタインとローラ・タイソンは経済諮問会議に入り、ラリー・サマーズは国家経済会議委員長になった。
　2009年9月、クリスティーヌ・ラガルドほかスウェーデン、オランダ、ルクセンブルク、イタリア、スペイン、ドイツの蔵相らは、アメリカを含むG20諸国に対し、銀行の報酬の規制を求め、翌2010年7月に欧州議会は規制法案を成立させた。

## 出演
※括弧内は日本語吹替（Netflix版）
- マット・デイモン（内田夕夜） :ナレーション
- ギルフィ・ゾエガ: アイスランド大学の経済学教授
- アンドリ・S・マグナソン: アイスランドの作家
- シグリドゥル・ベネディクトスドッティル: アイスランド議会特別調査委員会
- ポール・ボルカー: アメリカの経済学者
- ドミニク・ストロス＝カーン: IMF専務理事
- ジョージ・ソロス: 投資家
- バーニー・フランク: 下院金融委員会委員長
- デイヴィッド・マコーミック: ブッシュ政権 財務次官
- スコット・タルボット: 金融サービス円卓会議 主席ロビイスト
- アンドリュー・シェン:　中国銀行業監督管理委員会 主席顧問
- リー・シェンロン: シンガポール首相
- クリスティーヌ・ラガルド:　フランス経済財務相
- ジリアン・テット: フィナンシャル・タイムズ米編集長
- ヌリエル・ルビーニ: ニューヨーク大学レナード・N・スターン・スクール教授
- グレン・ハバード: コロンビア大学ビジネススクール院長
- エリオット・スピッツァー: 元ニューヨーク州知事・司法長官
- チャールズ・モリス
- ロバート・グナイズダ：消費者団体グリーンライニング協会元理事、弁護士
- マーティン・ウルフ：フィナンシャル・タイムズのチーフ経済解説委員
- サタジット・ダス：デリバティブ・コンサルタント、作家
- ラグラム・ラジャン：元IMF主席エコノミスト
- サイモン・ジョンソン：MIT教授　元IMF主席エコノミスト
- チャールズ・プリンス：シティバンクのCEO
- ポール・カニョルスキー:アメリカ下院議員
- ハーベイ・R・ミラー：リーマンの破産手続きを担った弁護士

## 受賞・ノミネート
| 賞                               | 部門                       | 候補者                                                            | 結果       |
| -------------------------------- | -------------------------- | ----------------------------------------------------------------- | ---------- |
| アカデミー賞                     | 長編ドキュメンタリー映画賞 | チャールズ・ファーガソン（監督・製作） オードリー・マーズ（製作） | 受賞       |
| サテライト賞                     | ドキュメンタリー映画賞     |                                                                   | ノミネート |
| 全米映画批評家協会賞             | ノンフィクション映画賞     |                                                                   | 受賞       |
| ニューヨーク映画批評家協会賞     | ドキュメンタリー映画賞     |                                                                   | 受賞       |
| 放送映画批評家協会賞             | ドキュメンタリー映画賞     |                                                                   | ノミネート |
| フェニックス映画批評家協会賞     | ドキュメンタリー映画賞     |                                                                   | ノミネート |
| ワシントンD.C.映画批評家協会賞   | ドキュメンタリー映画賞     |                                                                   | ノミネート |
| オンライン映画批評家協会賞       | ドキュメンタリー映画賞     |                                                                   | ノミネート |
| シカゴ映画批評家協会賞           | ドキュメンタリー映画賞     |                                                                   | ノミネート |
| サウスイースタン映画批評家協会賞 | ドキュメンタリー映画賞     |                                                                   | 受賞       |
| サンディエゴ映画批評家協会賞     | ドキュメンタリー映画賞     |                                                                   | ノミネート |
| アメリカ製作者組合賞             | ドキュメンタリー映画賞     |                                                                   | ノミネート |
| 全米監督協会賞                   | ドキュメンタリー映画賞     | チャールズ・ファーガソン                                          | 受賞       |
| 全米脚本家組合賞                 | ドキュメンタリー映画脚本賞 |                                                                   | 受賞       |
| アメリカ映画編集者協会賞         | ドキュメンタリー映画編集賞 |                                                                   | ノミネート |
| 映画音響編集者組合賞             | ドキュメンタリー映画音響賞 |                                                                   | ノミネート |